# Metoda scenariuszowa
Metoda scenariuszowa jest jedną z heurystycznych metod podejmowania decyzji. Opiera się na założeniu, że zdarzeń w przyszłości nie da się przewidzieć z całą pewnością, należy więc przewidzieć i opracować różne "scenariusze" rozwoju obecnej sytuacji. Do każdego wariantu opracowywany jest sposób zachowania w przypadku, gdyby okazał się prawdziwy. Do realizacji przyjmuje się ten wariant, który wydaje się najbardziej prawdopodobny, jeśli jednak nie sprawdzi się, należy skorzystać z jednego z uprzednio przygotowanych rozwiązań alternatywnych.
Metoda scenariuszowa jest często wykorzystywana w przedsiębiorstwach w celu badania zmian, które mogą zajść w makrootoczeniu.
Istnieją cztery metody scenariuszowe:
- scenariusze możliwych zdarzeń opisują rozwój firmy i jej otoczenia z uwzględnieniem czynników wewnętrznych i zewnętrznych.
- scenariusze symulacyjne opisują otoczenie konkretnego elementu i czynniki mające na niego wpływ.
- scenariusze stanów otoczenia opisują jak mocny wpływ na firmę będą miały poszczególne czynniki otoczenia oraz szacują jakie jest prawdopodobieństwo, że wystąpią.
- scenariusze procesów w otoczeniu

Tworzone scenariusze można podzielić ze względu na charakter:
eksploracyjnybudują ciąg zdarzeń począwszy od sytuacji wyjściowej przez logiczny ciąg wydarzeń prowadząc do możliwej przyszłości. Uwzględniają tendencje i trendy dominujące w otoczeniu.
antycypacyjnyprzede wszystkim zawierają obraz przyszłości i zmiany, które wpłyną na rzeczywistość w sposób wymagany do osiągnięcia założonego stanu końcowego.
Metody scenariuszowe stosowane w firmach podzielić można na:
- scenariusze przyszłości firmy
- scenariusze rozwoju otoczenia firmy

Procedura sporządzania scenariuszy przyszłości firmy zawiera: 
- określenie czemu scenariusz ma służyć
- ocena sytuacji wyjściowej firmy
- ocena czynników, które mogą wpłynąć na rozwój firmy
- określenie potencjału rozwojowego firmy na podstawie zebranych już doświadczeń
- opisanie możliwych wizji przyszłości firmy i kroków, które wpłyną na te wizje
- opracowanie planu wykorzystania scenariuszy do budowy przyszłości firmy

Scenariusze rozwoju firmy można podzielić ze względu na model rozwoju:
- scenariusze szybkiego wzrostu
- scenariusze wzrostu umiarkowanego
- scenariusze wzrostu upodobnionego
- scenariusze ograniczenia działalności

Scenariusze otoczenia firmy opisują tylko kluczowe zmiany jakie  tym otoczeniu zajdą. Dotyczą rynku czyli klientów, dostawców, odbiorców, kontrahentów, dostawców a także konkurentów. W dłuższej perspektywie czasu scenariusze otoczenia mogą opisywać sytuację polityczną, prawną, społeczną, technologiczną w kontekście kraju jak również otoczenia międzynarodowego.  
Scenariusze otoczenia firmy można podzielić ze względu na rodzaje:
- scenariusze rozwoju rynku i klientów
- scenariusze dotyczące głównych konkurentów
- scenariusze dotyczące dostawców
- scenariusze dotyczące producentów
- scenariusze dotyczące sytuacji politycznej, ekonomicznej, technologicznej itd.

Ostatecznym podziałem scenariuszy firmy i jej otoczenia może być ich wersja:
- optymistyczna opierająca się na pozytywnych trendach
- pesymistyczna opierająca się na negatywnym wpływie otoczenia
- niespodziankowa opierająca się na trendach najmniej prawdopodobnych
- najbardziej prawdopodobna opierająca się na tych trendach (pozytywnych i negatywnych), których prawdopodobieństwo wystąpienia jest największe